# Diego Díaz Hierro
Diego Díaz Hierro (Huelva, 21 de septiembre de 1912 - Huelva 7 de julio de 1979) historiador, periodista, poeta español, profesor y cronista oficial de la ciudad de Huelva.

## Biografía
Diego, es el menor de cinco hermanos nacidos del matrimonio Diego Díaz Gómez y Antonia Hierro Monis, siendo bautizado en la Parroquia Mayor de San Pedro. Reside junto a sus padres y hermanos en la calle Fernando El Católico, 31 de la capital onubense hasta su fallecimiento. 
Realiza sus primeros estudios en el colegio de los Padres Agustinos de Huelva, y el bachillerato en el Instituto "La Rábida", pasando en 1928 al Seminario Pontificio de Sevilla, ciudad donde comienza la carrera de Filosofía y Letras, que termina en Madrid.
En la capital se quedaría hasta 1948 como ayudante de cátedra de Literatura y Lengua Latina. Profesor en la Universidad de Sevilla durante tres años, se incorporó luego al claustro de profesores del Instituto de Enseñanza La Rábida de Huelva, pasando luego al Instituto Femenino de Bachillerato. Se retiró de la enseñanza en 1976 para dedicarse con exclusividad a su tarea investigadora.
En 1957 fue votado como académico correspondiente de la Real Academia de la Historia; en 1965 presidente de la Comisión Provincial de Monumentos Histórico-Artísticos de Huelva; en 1968, miembro de número del Instituto del Sur de España; en 1970 vocal del Patronato de la Casa de Cultura de Huelva; en 1971 miembro honorario de la Asociación Cultural Italo-Española "Cristóforo Colombo"; el 26 de junio de 1972 fue designado, en sesión extraordinaria, correspondiente de la Real Academia de Bellas Artes de San Fernando; en 1975 vocal de la Comisión Provincial del Patrimonio Histórico-Artístico de Huelva y el 29 de enero de 1976, el pleno de la corporación municipal del Excmo. Ayuntamiento de Huelva acuerda su nombramiento como "Cronista Oficial de la Ciudad".
Atraído desde pequeño por el mundo de las cofradías, perteneció a la Hermandad Sacramental de Pasión siendo secretario de la Junta de Oficiales desde el año 1940 y fundador de las Hermandades de la Hermandad de la Borriquita y de la Victoria. Pronuncia el Pregón oficial de la Semana Santa de Huelva organizado por el Consejo General de Cofradías en la mañana del 31 de marzo de 1963.
Como títulos académicos y otras distinciones honoríficas concedidas por sus actividades, destácanse los siguientes: En enero de 1954, la Real Muy Ilustre y Venerable Archicofradía de la Preciosísima Sangre de Nuestro Señor Jesucristo de Murcia, le expide el nombramiento de "Caballero Archicofrade" con la distinción de Mayordomo Honorario. El 31 de julio de 1959, en el Convento de San Marcelo de Roma se le concede la filiación en la Orden por su liberalidad y amor a ella. Por último la Hermandad de Nuestra Señora de la Cinta, Patrona de Huelva, en oficio del 16 de junio de 1964 le nombra Cronista Oficial de la misma. 

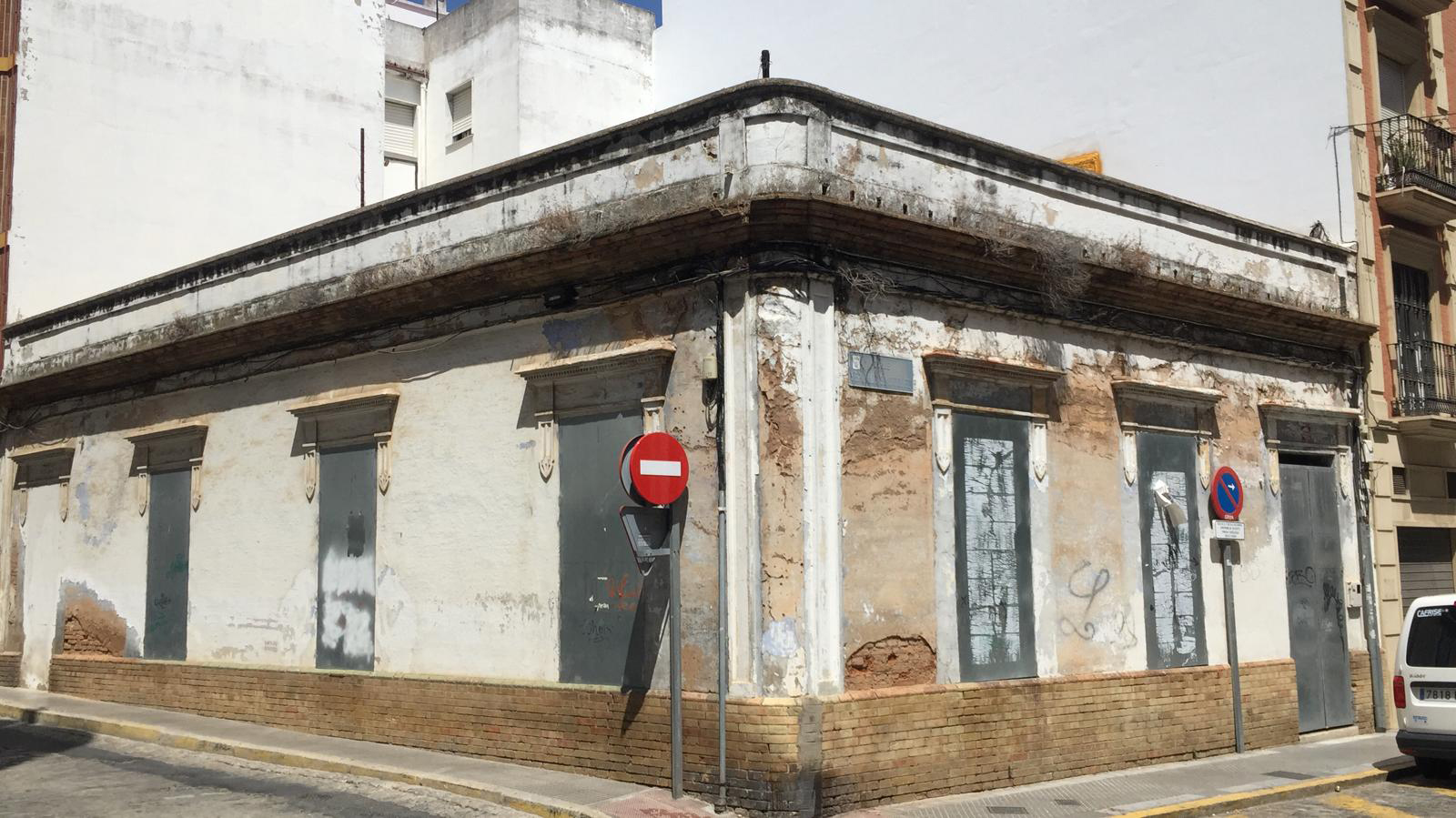
Casa natal en c/ Fernando El Católico, 31 Huelva

Es de destacar la observación de un fenómeno que invade toda la labor de Díaz Hierro no solo en el aspecto histórico, sino en el lírico y costumbrista: su intenso amor a Huelva. 
El 20 de enero del 2000 queda inmortalizado con un monumento realizado por José Luis Rosado García, situado en la plaza frente a la zona de los Institutos de Enseñanza La Rábida y al Femenino de Bachillerato de la avenida Manuel Siurot, donde perteneció al claustro de profesores.
El Ayuntamiento de Huelva, con el propósito de rendir homenaje a su memoria, de fomentar la investigación sobre aspectos desconocidos o poco estudiados, relacionados con la historia, arqueología, arte, urbanismo, sociología, antropología, costumbres populares, folclore, lingüística y literatura referidos a la ciudad de Huelva y su entorno; y de ofrecer llegado el momento una obra permanente que sirva para dar a conocer tales aspectos, convoca el anualmente el Premio de investigación "Diego Díaz Hierro".

## Obra
Su actividad literaria se canalizó en tres vertientes: poética, historiográfica y periodística. 
Como poeta, gozó de prestigio nacional por sus libros publicados desde 1937 a 1944 así como por sus publicaciones poéticas y literarias en revistas y periódicos españoles.De su obra poética podemos destacar: El molino de cartón (1936), Poemas de España (1937), La novia de Miguel Ángel (1938), Tu vida en secreto: poesías del jazmín (1941), La fiesta de las rosas de los huertecillos (1941), El triunfo de lo eterno (1942), La poesía de los niños (1944), Ángel de tristeza (1980), El triunfo de lo eterno (1980), Huelva en versos (1980), Las musas y nosotros (1981) y Arcángel de luz (1982).
Su actividad periodística se volcó fundamentalmente en el diario Odiel, por entonces único periódico de Huelva. Firmó una gran cantidad artículos y entrevistas, con su propio nombre y bajo los seudónimos de Pedro de la Estrella y Alfredo Palencia. La mayoría de estas colaboraciones versaban sobre la historia, la cultura y las tradiciones de Huelva. Fue también colaborador en Radio Sevilla.
A partir de los años 60 empieza a proliferar su producción historiográfica. Desarrolla una labor divulgativa de la historia local a través de las páginas del Odiel, dando a conocer los grandes temas de la historia de Huelva, esbozando obras que luego serían recopilada y ampliadas en libros.

### Investigación histórica
- Huelva sagrada (1951)
- Síntesis histórica de la antigua devoción de la Diócesis de Huelva a los amigos de Jesús, en su pasión y muerte, y de la Santísima Virgen María, en su soledad (1957)
- Datos para la historia de Ayamonte: Doña Teresa de Rivero, la memorable ayamontina que vivió y murió en Huelva (1963)
- Historia de la devoción y culto a Nuestra Señora de la Cinta, Patrona de Huelva (1967)
- Introducción de la imprenta en Huelva (1970)
- Huelva y el apóstol Santiago (1972)
- Huelva y los hermanos Álvarez Quintero (1972)
- Breve historia de la farmacia en Huelva; Anales del Colegio Oficial de Farmacéuticos de la Provincia de Huelva 1919-1972 (1972)
- El blasón heráldico de la ciudad de Huelva (1973)
- Historia de la Merced de Huelva, hoy catedral de su diócesis (1975)
- Historia de las calles y plazas de Huelva (1983)
- Historia de la devoción y culto a Nuestra Señora de la Cinta, Patrona de Huelva (1989)
- Patronato en Huelva del Señor San Sebastián (1990)
- Huelva y los Guzmanes (póstumo) (1992)

### Trabajos literarios y de investigación publicados en prensa (1933-1979)
- Letras sin virtud son perlas en el muladar. Diario de Huelva 1933
- Momentánea: El monumento del hogar. Diario de Huelva 1933
- Onomástica: Conchas de nácar. Diario de Huelva 1933
- Panoramoa: Caridad y cultura. Diario de Huelva 1933
- Flores de romero: Y no es noche de dormir. Diario de Huelva 1933
- Campanillera: Las doce uvas. Diario de Huelva 1934
- Aromática: Canción. Diario de Huelva 1934
- Momentánea: Algo sobre el fracaso. La Provincia 1934
- Carnavalesca: Adiós, que no me conoces. La Provincia 1934
- Recuerdos: Aromas de mi tierra. Diario de Huelva 1935

Su extraordinario archivo y biblioteca está constituido por una colección guiada por los gustos y aficiones particulares, con temas preferentemente religiosos y de historia local. Especial riqueza para la investigación sobre la historia onubense en época contemporánea tiene el fondo hemerográfico, que se inicia con un ejemplar del periódico Ecos del Odiel de marzo de 1837. Colecciones como el diario La Provincia (1880-1937) o el Diario de Huelva (1908-1941). 
Un total de 30 obras, pinturas y dibujos, forman el apartado de obra pictórica, principalmente de autores onubenses, entre las que destacan las realizadas por Pedro Gómez, Antonio Brunt, Domingo Franco, Juan Manuel Seisdedos y el propio Diego Díaz. Dicho patrimonio fue legado a su muerte a la ciudad de Huelva.
En la actualidad se encuentran en la sede del Archivo municipal del Excmo. Ayuntamiento de Huelva en la Casa Colón de Huelva. También legó a la ciudad su casa natal, actualmente en estado de abandono y afectada por una amenaza de demolición.